# 漆姓
漆姓是一個中文姓氏，是中国最早的姓氏之一。漆姓是中国传说时代的巨人防风氏（長狄）的姓。

## 著名人物
- 漆多俊，当代著名经济法学家，武汉大学、中南大学、厦门大学博士生导师。
- 漆林，第十届全国政协委员、全国政协人口资源环境委员会委员。
- 漆先望，现任四川省计委经济发展研究院院长。
- 漆侠（1923~2001），中国著名历史学家，河北大学历史研究所所长、教授、博士生导师，兼任中国史学会理事、中国宋史研究会会长、河北省历史学会会长。
- 漆远渥（1915年－2012年10月29日），安徽金寨人，中国人民解放军少将。

## 延伸阅读
[在维基数据编辑]
 《欽定古今圖書集成·明倫彙編·氏族典·漆姓部》，出自陈梦雷《古今圖書集成》